# Utah Jazz 1998-1999
La stagione 1998-99 degli Utah Jazz fu la 25ª nella NBA per la franchigia.
Gli Utah Jazz vinsero la Midwest Division della Western Conference con un record di 37-13. Nei play-off vinsero il primo turno con i Sacramento Kings (3-2), perdendo poi la semifinale di conference con i Portland Trail Blazers (4-2).

## Roster
| N° | Naz.                   | Ruolo | Sportivo         | Anno | Alt. | Peso |
| -- | ---------------------- | ----- | ---------------- | ---- | ---- | ---- |
| 00 | Stati Uniti (bandiera) | C     | Greg Ostertag    | 1973 | 218  | 127  |
| 3  | Stati Uniti (bandiera) | A     | Bryon Russell    | 1970 | 201  | 102  |
| 10 | Stati Uniti (bandiera) | G     | Howard Eisley    | 1972 | 188  | 80   |
| 11 | Stati Uniti (bandiera) | G     | Jacque Vaughn    | 1975 | 185  | 86   |
| 12 | Stati Uniti (bandiera) | G     | John Stockton    | 1962 | 185  | 77   |
| 14 | Stati Uniti (bandiera) | G     | Jeff Hornacek    | 1963 | 191  | 86   |
| 31 | Stati Uniti (bandiera) | A     | Adam Keefe       | 1970 | 206  | 104  |
| 32 | Stati Uniti (bandiera) | A     | Karl Malone      | 1963 | 206  | 113  |
| 33 | Stati Uniti (bandiera) | A     | Chris King       | 1969 | 203  | 98   |
| 40 | Stati Uniti (bandiera) | GA    | Shandon Anderson | 1973 | 198  | 94   |
| 41 | Stati Uniti (bandiera) | AC    | Thurl Bailey     | 1961 | 211  | 98   |
| 44 | Stati Uniti (bandiera) | AC    | Greg Foster      | 1968 | 211  | 109  |
| 52 | Stati Uniti (bandiera) | C     | Todd Fuller      | 1974 | 211  | 116  |
| 54 | Stati Uniti (bandiera) | A     | Anthony Avent    | 1969 | 206  | 107  |

## Staff tecnico
- Allenatore: Jerry Sloan
- Vice-allenatori: Gordon Chiesa, David Fredman, Phil Johnson, Kenny Natt
- Vice-allenatore per lo sviluppo dei giocatori: Mark McKown